# Talipariti hastatum
Espèce
Classification phylogénétique
Talipariti hastatum est une espèce de plantes à fleurs de la famille des Malvaceae. Cette espèce, proche des Hibiscus, vit en Polynésie française.

## Synonymes
- Cistus tricuspis Darwin
- Hibiscus tricuspis Banks ex Cav.
- Hibiscus hastatus L.f.
- Hibiscus tiliaceus subsp. hastatus (L.f.) Borss.Waalk.